# Technische universiteit
Een technische universiteit is een universiteit die zich richt op de wetenschap van de techniek en technologie. 
Nederland heeft vier technische universiteiten die samen verenigd zijn in de overkoepelende organisatie 4TU, die pas vanaf 1986 als universiteit worden aangeduid (daarvoor heetten zij in Nederland Technische Hogeschool [TH]): 
- Technische Universiteit Delft
- Technische Universiteit Eindhoven
- Universiteit Twente
- Wageningen University & Research

Technische hogescholen dienen niet verward te worden met instellingen voor HBO die hogere technische school (HTS) werden genoemd.
De Rijksuniversiteit Groningen heeft ook enkele technische studies, terwijl de Universiteit Twente ook enkele niet-technische studies heeft (vandaar dat zij nu Universiteit Twente heet, als opvolgster van de eerdere TH Twente, hogeschool voor technische en maatschappijwetenschappen).
Vergelijkbare instituten in het buitenland zijn de studies burgerlijk ingenieur in België, de Technische Universität in Duitsland en de Grandes écoles in Frankrijk.
Typische technische studierichtingen zijn bouwkunde, civiele techniek, elektrotechniek, wiskunde en informatica, technische bedrijfskunde, werktuigbouwkunde, natuurkunde en scheikundige technologie. 
Gespecialiseerde technische studies zijn onder andere biomedische technologie, luchtvaart- en ruimtevaarttechniek, geodesie, maritieme techniek, architectuur, energietechniek en materiaalkunde.